# کوچوک (سرزمین آلتای)
کوچوک (به لاتین: Kuchuk) یک منطقهٔ مسکونی در روسیه است که در سرزمین آلتای واقع شده‌است.